# Notophthiracarus andinus
Notophthiracarus andinus är en kvalsterart som först beskrevs av P. Balogh 1984.  Notophthiracarus andinus ingår i släktet Notophthiracarus och familjen Phthiracaridae. Inga underarter finns listade i Catalogue of Life.